# Enckella lucei
Enckella lucei är en kräftdjursart som beskrevs av Enckell 1970. Enckella lucei ingår i släktet Enckella och familjen Protojaniridae.

## Underarter
Arten delas in i följande underarter:
- E. l. lucei
- E. l. major